# Ausländerfrei
Ausländerfrei war 1991 das erste Unwort des Jahres in Deutschland, das die Gesellschaft für deutsche Sprache bestimmt hat.
Nach den ausländerfeindlichen Übergriffen von Hoyerswerda, wo randalierende Neonazis unter den Augen der Öffentlichkeit und der Behörden Heime von Asylbewerbern und Vertragsarbeitern mit Steinen und Molotow-Cocktails bewarfen und deren Bewohner später auch tätlich angriffen, erklärten die Täter ihr Vorgehen damit, ihr Umfeld „ausländerfrei“ machen zu wollen. Der Anklang an das Wort „judenfrei“ aus der Zeit der Judenverfolgung in der NS-Zeit war von den Tätern beabsichtigt.
Dieser Zusammenhang und die grobe Menschenverachtung, die das Wort ausdrückt, bewogen 1991 die Gesellschaft für deutsche Sprache e. V., erstmals ein Unwort des Jahres neben dem Wort des Jahres festzulegen.